# Chiens de chasse
Canes Venatici
Pour l'animal, voir Chien de chasse.
Les Chiens de chasse sont une petite constellation boréale sans étoile particulièrement brillante.

## Histoire
Cette constellation a été introduite par Johannes Hevelius en 1687 pour combler un vide à l'ouest de la Grande Ourse. D'après lui, ils représentent les chiens du Bouvier « Chara » et « Astérion ».

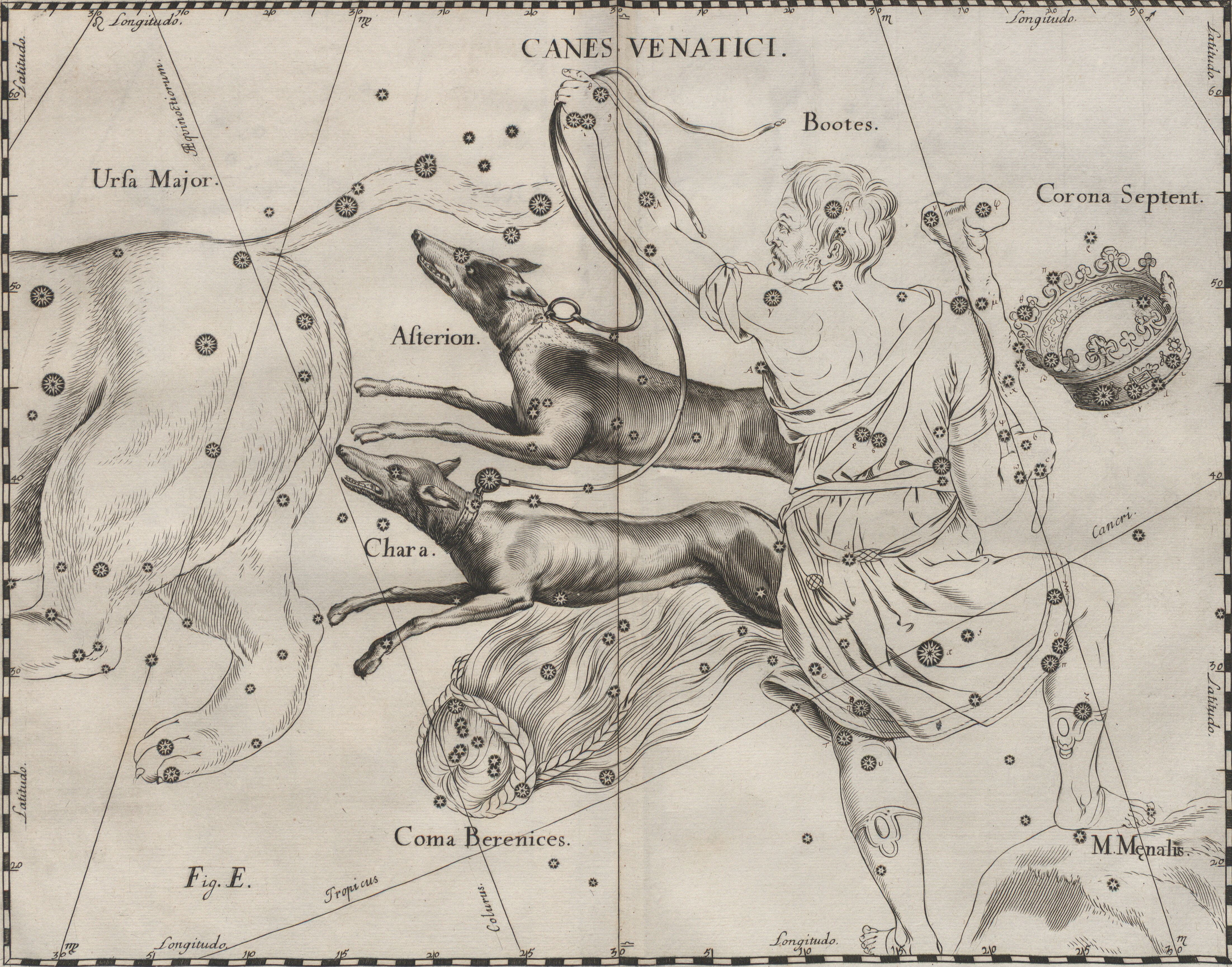
Les Chiens de chasse dans l'Uranographia de Johannes Hevelius.

## Observations des étoiles

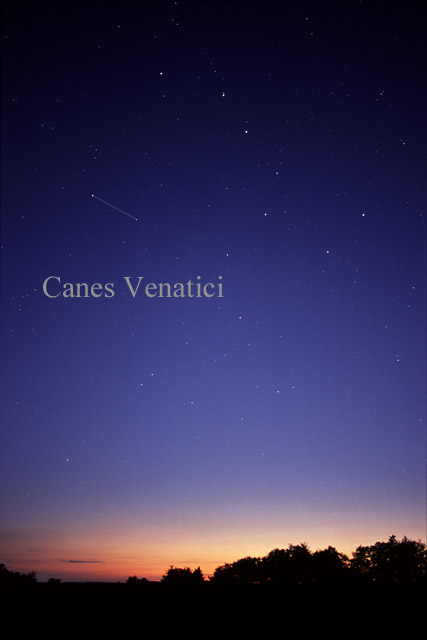
Constellation Chiens de chasse.

### Localisation et forme de la constellation

Visibilité nocturne de la constellation.

Située « sous la queue (manche de la casserole) » de la Grande Ourse, la constellation est réduite à deux étoiles de magnitude inférieure à 4,5 et n'a rien de très spectaculaire à l'œil nu. Alpha Canum Venaticorum (α Canum Venaticorum / Cor Caroli) est facilement identifiable, c'est l'étoile brillante (mV=2,89) isolée située à 15° plein Sud du « manche » de la Grande Casserole. On repère assez facilement Beta Canum Venaticorum (β CVn) (mV=4,24), située à environ 5° au nord-ouest de α2 CVn.

### Étoiles principales

#### Cor Caroli (α Canum Venaticorum)
L'étoile la plus lumineuse de la constellation des Chiens de chasse est α Canum Venaticorum, qui porte le nom traditionnel de « Cor Caroli », elle n'est que de troisième magnitude apparente (mV = 2,89). Son nom signifie « le Cœur de Charles » en latin en l'honneur du roi Charles II d'Angleterre. L'étoile α de la constellation est une étoile binaire regroupant en fait deux composantes séparables à la jumelle (de 19") : α1 et α2. Alpha 1 est de loin la moins lumineuse (mV = 5,61). Les deux étoiles sont distantes de 100 à 110 années-lumière.
α2 CVn est une étoile blanche et variable qui possède un champ magnétique très intense (1 500 fois celui du Soleil) et son spectre montre des raies riches en silicium, en mercure et en europium. Elle est le modèle des variables de type α2 Canum Venaticorum.

#### Chara (β Canum Venaticorum)
Beta Canum Venaticorum est également nommée « Chara », du grec ancien χαρά qui signifie « la joie ». Avant que α2 CVn ne soit baptisée « Cor Caroli », c'est elle qui portait le nom de « Chara » et β CVn s'appelait « Astérion ».
Il s'agit d'une naine jaune de type spectral G0V, assez similaire au Soleil, si ce n'est qu'elle apparaît quelque peu appauvrie en métaux comparée à l'étoile du Système solaire.

### Autres étoiles
Y CVn, également nommée « La Superba », est une étoile variable qui passe d'une magnitude 4,8 à 6,3 en 160 jours principalement, car d'autres périodes s'y superposent, ce qui en fait une variable semi-régulière. Il s'agit d'une supergéante rouge, dont le diamètre contiendrait l'orbite de Mars.
RS CVn est une binaire à éclipses paradigme d'une classe d'étoiles variables binaires à chromosphères actives, les variables de type RS Canum Venaticorum.
AM CVn est le prototype d'une classe d'étoiles variables cataclysmiques connues comme les variables de type AM CVn. Le système consiste en une naine blanche qui accrète de la matière à partir d'un disque qu'elle tire d'un autre compagnon naine blanche ou semi-dégénéré.

## Objets célestes

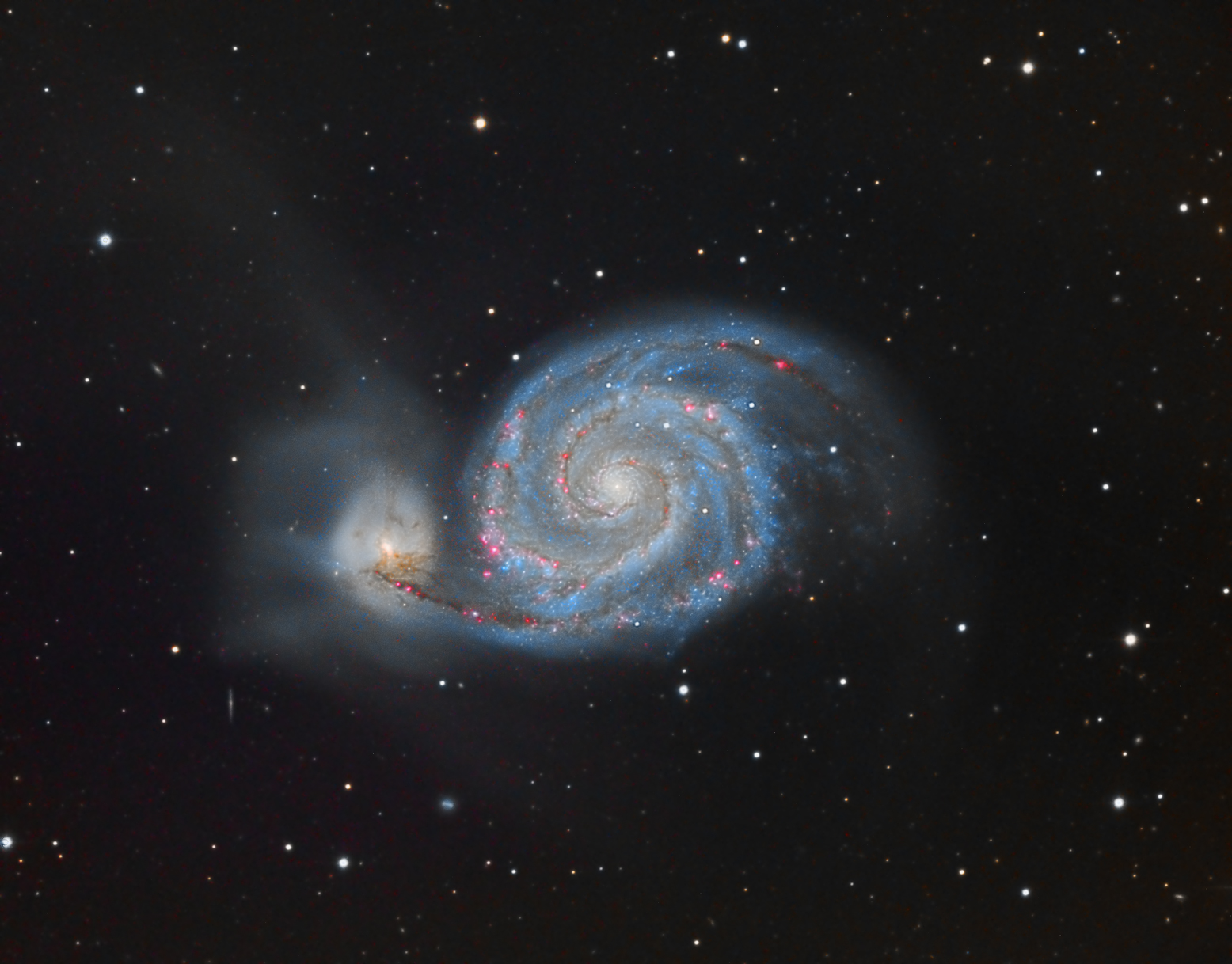
M51, dite la galaxie du Tourbillon.

La constellation contient plusieurs objets célestes notables (principalement des galaxies) dont cinq du catalogue Messier, le plus remarquable étant sans doute M51, une galaxie spirale vue de face et en interaction gravitationnelle avec une petite galaxie lenticulaire. Sa magnitude apparente de 8,4 la rend distinguable dans un petit télescope.
Trois des cinq objets du catalogue Messier sont également des galaxies spirales (M63, M94 et M106), le dernier étant un amas globulaire (M3), l'un des plus brillants du ciel (d'une magnitude de 6,3) et repérable avec une paire de jumelles.
Notons également les galaxies NGC 4111, NGC 4395 et NGC 4490, dite la galaxie du Cocon (magnitude ~10).